# Barcelona World Race
Pour les articles homonymes, voir BWR.

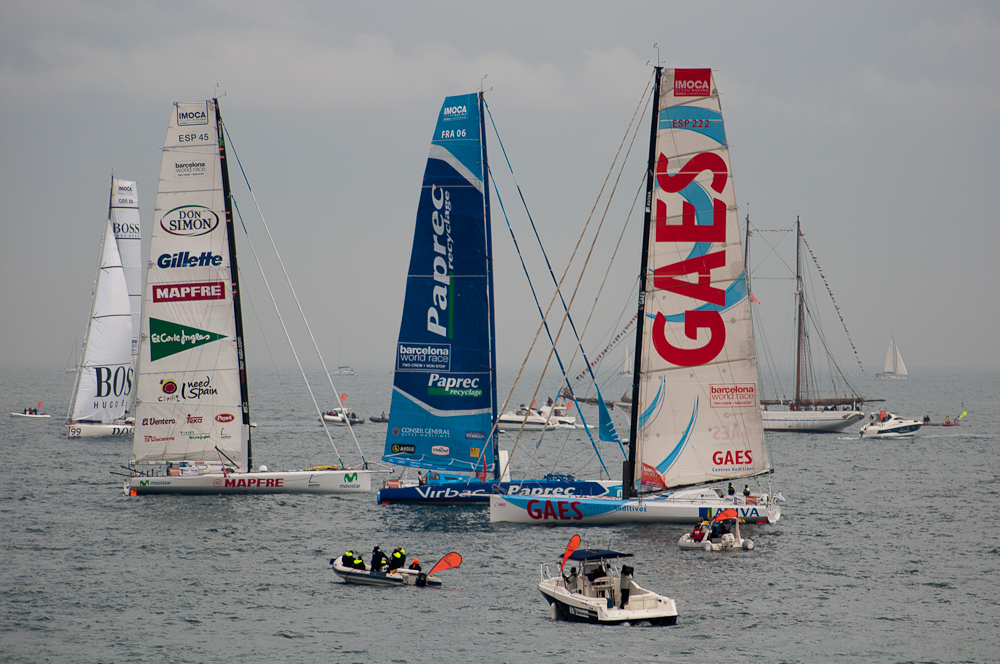
Compétiteurs avant le début de la Barcelona World Race 2010/2011; au milieu Virbac Paprec 3 le bateau de Jean-Pierre Dick et Loïck Peyron, vainqueur de cette édition

La Barcelona World Race (BWR) est une épreuve sportive qui consiste à faire le tour du monde à la voile en double, sans escale. L'assistance externe est permise mais soumise à des pénalités. Créée par la Fondation de navigation océanique de Barcelone et OC Events, cette épreuve se court sur des monocoques de 60 pieds IMOCA. 
Le départ a lieu à Barcelone en Espagne. 

## Historique
Le départ de la première édition a été donné le 11 novembre 2007. La seconde édition de la course est partie le 31 décembre 2010 et la troisième édition s'est élancée le 31 décembre 2014. 
La quatrième édition, qui devait partir de Barcelone le 12 janvier 2019, est annulée en mars 2018 en raison de l'instabilité politique en Catalogne.

## Parcours

### De l'édition 2007-2008 à l'édition 2014-2015
Le parcours est une boucle qui s'élance de Barcelone et revient à Barcelone, après avoir laissé les caps de Bonne Espérance (Afrique du Sud), Leeuwin (Australie) et Horn (Chili) à bâbord et l'Antarctique à tribord :
- départ de Barcelone ;
- passage aller du détroit de Gibraltar ;
- descente de l'océan Atlantique ;
- passage du cap de Bonne-Espérance laissé à bâbord ;
- traversée de l'océan Indien Sud ;
- passage du cap Leeuwin laissé à bâbord ;
- traversée ouest-est du détroit de Cook (abandonné à partir de l'édition 2014-2015) ;
- traversée de l'océan Pacifique Sud ;
- passage du cap Horn laissé à bâbord ;
- remontée de l'océan Atlantique ;
- passage retour du détroit de Gibraltar ;
- arrivée à Barcelone.

### A partir de l'édition 2018-2019
À partir de 2018-2019, le parcours de la course change, la BWR se court désormais en deux étapes : Barcelone - Sydney puis Sydney - Barcelone. À noter qu'un changement de co-skipper est autorisé lors de l'étape à Sydney :
- départ de Barcelone ;
- passage aller du détroit de Gibraltar ;
- passage du cap de Bonne-Espérance laissé à bâbord ;
- passage du cap Leeuwin laissé à bâbord ;
- Escale à Sydney ;
- passage du cap Horn laissé à bâbord ;
- passage retour du détroit de Gibraltar ;
- arrivée à Barcelone.

## Édition 2007-2008
Le départ de la première édition a lieu le 11 novembre 2007. 

### Classement
| Place | Bateau                  | Skippers                            | Temps                  | Commentaire                                                                                                |
| ----- | ----------------------- | ----------------------------------- | ---------------------- | --- |
| 1     | Paprec Virbac 2         | Jean-Pierre Dick / Damian Foxall    | 092 j 09 h 49 min 49 s | |
| 2     | Hugo Boss               | Alex Thomson / Andrew Cape          | 094 j 17 h 34 min 57 s | |
| 3     | Temenos II              | Dominique Wavre / Michèle Paret     | 098 j 06 h 09 min 10 s | |
| 4     | Mutua Madrileña         | Javier Sansó / Pachi Rivero         | 099 j 12 h 18 min 40 s | |
| 5     | Educación sin Fronteras | Albert Bargués / Servane Escoffier  | 108 j 18 h 55 min 02 s | |
| -     | Veolia Environnement    | Roland Jourdain / Jean-Luc Nélias   |                        | Abandon le 17 décembre : démâtage dans l'océan Indien, à 1 600 milles de Fremantle                         |
| -     | Estrella Damm           | Guillermo Altadill / Jonathan McKee |                        | Abandon le 14 décembre : avarie au niveau des safrans au Cap                                               |
| -     | Delta Dore              | Jérémie Beyou / Sidney Gavignet     |                        | Abandon le 11 décembre : démâtage dans l'océan Indien, à 180 milles ouest de l'archipel du Prince-Édouard. |
| -     | PRB                     | Vincent Riou / Sébastien Josse      |                        | Abandon le 8 décembre : démâtage avant d’arriver au Cap.                                                   |

## Édition 2010-2011
Cette deuxième édition lancée le 31 décembre 2010, quatorze équipages prennent le départ. Elle est remportée, le 4 avril 2011, par Jean-Pierre Dick et Loïck Peyron sur Virbac Paprec 3.

### Classement
|             | Concurrents                | Concurrents                           | Données à l'arrivée                      | Données à l'arrivée                      | Données à l'arrivée                      |
| Classement  | Nom du bateau              | Équipage                              | Date                                     | Temps                                    | Moyenne (nœuds)                          |
| ----------- | -------------------------- | ------------------------------------- | ---------------------------------------- | ---------------------------------------- | ---------------------------------------- |
| 1er         | Virbac Paprec 3            | Jean-Pierre Dick - Loïck Peyron       | 4 avril 2011                             | 093 j 22 h 20 min 36 s                   | 12,9                                     |
| 2e          | Mapfre                     | Iker Martinez - Xabi Fernandez        | 5 avril 2011                             | 094 j 21 h 17 min 35 s                   | 12,63                                    |
| 3e          | Renault ZE                 | Pachi Rivero - Antonio Piris          | 8 avril 2011                             | 097 j 18 h 47 min 36 s                   |                                          |
| 4e          | Estrella Damm Sailing Team | Alex Pella - Pepe Ribes               | 9 avril 2011                             | 098 j 20 h 45 min 59 s                   |                                          |
| 5e          | Neutrogena                 | Boris Herrmann - Ryan Breymaier       | 10 avril 2011                            | 100 j 03 h 13 min 25 s                   | 11,59                                    |
| 6e          | GAES Centros Auditivos     | Dee Caffari - Anna Corbella           | 13 avril 2011                            | 102 j 19 h 17 min 18 s                   |                                          |
| 7e          | Hugo Boss                  | Wouter Verbraak - Andy Meiklejohn     | 21 avril 2011                            | 111 j 10 h 49 min 23 s                   | 10,93                                    |
| 8e          | Forum Maritim Catala       | Gerard Marín - Ludovic Aglaor         | 22 avril 2011                            | 112 j 07 h 17 min 24 s                   | 10,63                                    |
| 9e          | We Are Water               | Jaume Mumbrú - Cali Sanmartí          | 12 mai 2011                              | 132 j 04 h 58 min 32 s                   | 9,54                                     |
| Abandon     | Mirabaud                   | Dominique Wavre - Michèle Paret       | 17 mars 2011                             | Dématage                                 | Dématage                                 |
| Abandon     | Groupe Bel                 | Kito de Pavant - Sébastien Audigane   | 12 mars 2011                             | Problèmes de quille                      | Problèmes de quille                      |
| Abandon     | Central Lechera Asturiana  | Juan Merediz - Fran Palacio           | 2 mars 2011                              | Dématage                                 | Dématage                                 |
| Abandon     | Foncia                     | Michel Desjoyeaux - François Gabart   | 26 janvier 2011                          | Dématage                                 | Dématage                                 |
| Abandon     | Président                  | Jean Le Cam - Bruno Garcia            | 12 janvier 2011                          | Dématage                                 | Dématage                                 |
| Non Partant | Fruit                      | Krzysztof Owczarek - Arnaud Coursodon | Bateau non Homologué par la classe IMOCA | Bateau non Homologué par la classe IMOCA | Bateau non Homologué par la classe IMOCA |

## Édition 2014-2015
Pour cette troisième édition, huit bateaux se présentent au départ de la course donné le 31 décembre 2014. Elle est remportée le 25 mars 2015 par Bernard Stamm et Jean Le Cam sur Cheminées Poujoulat dans le temps record de 84 jours 5 heures 50 minutes et 25 secondes.

### Classement
|            | Concurrents                       | Concurrents                        | Données à l'arrivée | Données à l'arrivée    | Données à l'arrivée |
| Classement | Nom du bateau                     | Équipage                           | Date                | Temps                  | Moyenne (nœuds)     |
| ---------- | --------------------------------- | ---------------------------------- | ------------------- | ---------------------- | ------------------- |
| 1er        | Cheminées Poujoulat               | Bernard Stamm - Jean Le Cam        | 25 mars 2015        | 084 j 05 h 50 min 25 s | 13,82               |
| 2e         | Neutrogena                        | Guillermo Altadill - Jose Muñoz    | 31 mars 2015        | 089 j 11 h 47 min 00 s | 12,94               |
| 3e         | GAES Centros Auditivos            | Anna Corbella - Gerard Marín       | 1er avril 2015      | 091 j 05 h 09 min 28 s | 12,85               |
| 4e         | One Planet, One Ocean & Pharmaton | Alex Gelabert - Didac Costa        | 8 avril 2015        | 098 j 09 h 12 min 09 s | 11,77               |
| 5e         | We are water                      | Bruno Garcia - Willy Garcia        | 9 avril 2015        | 099 j 03 h 06 min 28 s | 9,80                |
| 6e         | Renault Captur                    | Jörg Riechers - Sebastien Audigane | 16 avril 2015       | 105 j 23 h 35 min 22 s | 9,17                |
| 7e         | Spirit of Hungary                 | Nándor Fa - Conrad Colman          | 21 avril 2015       | 110 j 10 h 59 min 40 s | 8,80                |
| Abandon    | Grande-Bretagne Hugo Boss         | Alex Thomson - Pepe Ribes          |                     |                        |                     |